# Q-pop
A Q-pop vagy kazak pop Kazahsztánból származó zenei stílus. A kazak nyelven előadott kazahsztáni populáris zene modern változata, mely a nyugati popzenéből, a kazahsztáni hiphopból, az EDM-ből, az R&B-ből és a toj-popból származtatható és erőteljesen hatott rá a dél-koreai K-pop.
2015-ben jött létre a Ninety One együttes megalakulásával. Azóta a műfaj egyre népszerűbb a kazak fiatalok körében, egyre több Q-pop-előadó debütál.

## Története
A Q-pop kifejezés 2015-ben jött létre, amikor a Ninety One együttes rajongói szerették volna megkülönböztetni a kazak popzenét más országok popzenéjétől. A Q-pop kazak nyelven, kazahsztáni zenészek által helyi közönségnek előadott popzenét jelöli. A Q-pop-előadóknak általában angol nyelvű művésznevük van, a rajongói táboruk neve is angol nyelvű. A kiadók a K-pop-kiadókhoz hasonló módszerrel dolgoznak. Az előadók fiatalok, feltűnő fellépőruhákkal és festett, trendi hajstílusokkal látják el őket. Általában énekelni és táncolni is jól tudnak.
A koreai hullám a 2000-es évek közepén érte el Kazahsztánt, televíziós sorozatok és filmek formájában. Az internet terjedésének köszönhetően egyre több kazak kezdett érdeklődni Dél-Korea kultúrája iránt, ami a K-pop népszerűsítését is elősegítette az országban. A K-pop helyi népszerűsége okán a JUZ Entertainment 2014-ben úgy döntött, létrehozza a saját hasonló projektjét, a Ninety One-t. Az együttes hamar népszerű lett a fiatalok körében, a zene minőségének és a kazak nyelv használatának köszönhetően.

A Ninety One tagjai
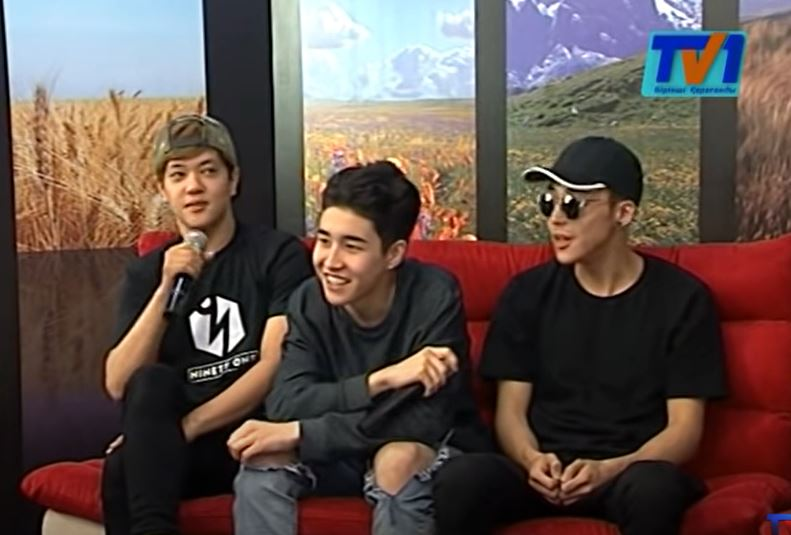
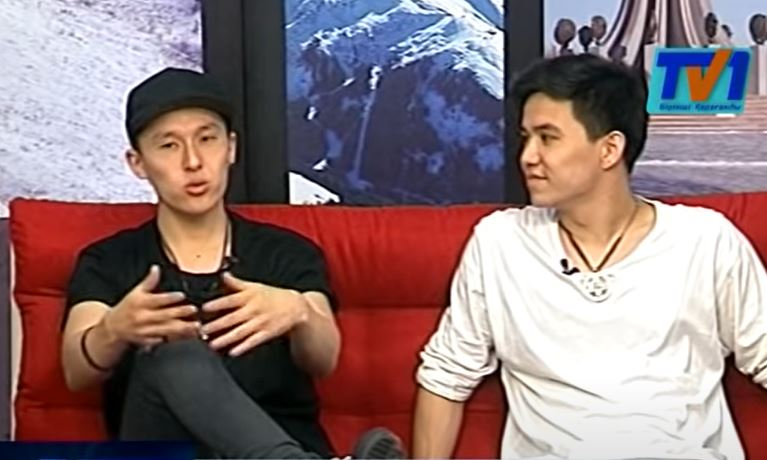

## Fogadtatása
A kazak állam támogatja a Q-popot, melynek segítségével a kazah nyelvet és a latin betűs írást szeretnék népszerűsíteni a fiatalok körében. Egyes konzervatívabb társadalmi rétegek elutasítják a műfajt, különösen az előadók külseje miatt. 2018 óta Almatiban Q-Fest néven zenei fesztivált is rendeznek a műfaj kedvelői számára.

## Fordítás
Ez a szócikk részben vagy egészben  a   Q-pop című angol Wikipédia-szócikk fordításán alapul.  Az eredeti cikk szerkesztőit annak laptörténete sorolja fel. Ez a jelzés csupán a megfogalmazás eredetét és a szerzői jogokat jelzi, nem szolgál a cikkben szereplő információk forrásmegjelöléseként.